# Statistique (indicateur)
Pour les articles homonymes, voir Statistique (homonymie).
Une statistique est, au premier abord, le résultat d'une suite d'opérations appliquées à un ensemble de nombres appelé échantillon. D'une façon générale, c'est le résultat de l'application d'une méthode statistique à un ensemble de données. Dans le calcul de la moyenne arithmétique, par exemple, l'algorithme consiste à calculer la somme de toutes les valeurs des données et à diviser par le nombre de données. La moyenne est ainsi une statistique. Pour être complet dans la description de l'utilisation d'une statistique, il faut décrire à la fois la procédure et l'ensemble de données.
De façon formelle, et bien que cela soit rarement utilisé, une statistique est une variable aléatoire d'un type particulier. C'est en effet une fonction d'un vecteur composée de plusieurs observations d'une loi. Cela permet entre autres d'étendre aux statistiques un certain nombre de résultats sur les variables aléatoires, entre autres le caractère indépendant de deux statistiques ou calculer des densités de statistiques.
Parmi les statistiques, un certain nombre ont des propriétés particulières qui servent entre autres en inférence statistique pour l'estimation statistique. Les estimateurs servent, comme leur nom l'indique, à estimer des paramètres statistiques. L'optimisation de ces estimateurs peut également faire intervenir des statistiques auxiliaires vérifiant certaines propriétés et qui permettent de faire converger plus vite ces estimateurs.

## Définitions et historique
Précisons tout d'abord que les définitions du terme statistique, qu'il corresponde à celui du domaine mathématique (statistique) ou à l'indicateur (objet de cet article), n'ont pas toujours été les mêmes en fonction des usages et des époques. Des statisticiens se posent le problème de « donner une définition […] pour chacune des acceptions dans lesquelles le mot statistique peut actuellement, compte tenu des usages actuels, être considéré comme correctement employé ». En 1935, le statisticien Walter F. Willcox dénombrait entre 100 et 120 définitions différentes.

### Aspect dénombrement
Donnons une définition « la plus classique »[Quoi ?] (en 1982) du terme statistique :

« La statistique ou les statistiques, au singulier ou au pluriel, désignant des ensembles cohérents de données numériques relatives à des groupes d'individus, au sens large. »

Dans cette définition, on retrouve l'idée du sens commun que les statistiques sont des valeurs. Cela correspond à la définition de l'édition 1956 du Petit Larousse illustré : « tableau numérique d'un fait se prêtant à la statistique : statistique de la natalité » ou à celle du Larousse actuel (2012) : « ensemble des données numériques concernant un phénomène quelconque et dont on tire certaines conclusions ». Par ces définitions, on retrouve le fait qu'une statistique provient d'un « dénombrement d'êtres, d'objets, de faits ou de mesures constituant les espèces d'un genre » et le fait que les statistiques sont les résultats de ce dénombrement. Dans ce sens, on peut dire qu'une statistique est un indicateur ou une mesure (voir le wiktionnaire). On parle également de statistiques des États ou statistiques publiques.

### En tant que variable
De manière plus formelle, une statistique est une variable aléatoire qui « représente » ou « approche » une propriété d'un échantillon d'une population. Par exemple, la moyenne d'âge des Français est une statistique.
Définition formelle — On considère deux espaces mesurables {\displaystyle (X,{\mathcal {A}})} et {\displaystyle (Y,{\mathcal {C}})}. Une statistique est une application mesurable de {\displaystyle (X^{n},{\mathcal {A}}^{\otimes n})} dans {\displaystyle (Y,{\mathcal {C}})} :
{\displaystyle T:(X^{n},{\mathcal {A}}^{\otimes n})\rightarrow (Y,{\mathcal {C}})}
où {\displaystyle \scriptstyle X^{n}} est le produit cartésien et {\displaystyle \scriptstyle {\mathcal {A}}^{\otimes n}} est la tribu produit.
De manière intuitive, X est l'ensemble des valeurs possibles pour un individu de la population concernée (les âges possibles dans l'exemple précédent), {\displaystyle \scriptstyle X^{n}} est l'ensemble de toutes les listes possibles de n valeurs pour les individus d'un échantillon de taille n (les listes possibles des n âges des individus d'un échantillon), Y est l'ensemble des valeurs possibles de l'objet étudié (les valeurs possibles de la moyenne d'âge), et la statistique T est l'« application » ou « indicateur » ou « variable » étudié (la moyenne des n personnes).
Dans ce sens une statistique est apparentée à une variable aléatoire. On parle de variable statistique ou d'indicateur statistique.

## Estimateurs
En statistique inférentielle, un estimateur est une valeur calculée sur un échantillon et que l'on espère être une bonne évaluation de la valeur que l'on aurait calculée sur la population totale. On cherche à ce qu'un estimateur soit sans biais, convergent, efficace et robuste.

### Principales propriétés souhaitables
Si {\displaystyle {\widehat {\theta }}} est un estimateur de {\displaystyle \theta }, on dit qu'il est :
- convergent si : {\displaystyle {\widehat {\theta }}} tend en probabilité vers {\displaystyle \theta } quand le nombre d'observations augmente. Plus le nombre d'observations est grand et plus l'on se rapproche de la vraie valeur. Cette propriété d'un estimateur est essentielle si l'on veut pouvoir estimer avec grande précision le paramètre {\displaystyle \theta }. En effet, si c'est le cas, pour augmenter la précision de l'estimateur, il suffira d'effectuer plus de mesures ;
- sans biais si : {\displaystyle \mathbb {E} ({\widehat {\theta }})=\theta .\,} On peut voir un estimateur sans biais comme un estimateur pour lequel on ne fait pas d'erreur systématique pour une taille d'échantillon donnée. A contrario pour un estimateur qui aurait un biais, il pourrait par exemple exister des valeurs du paramètre {\displaystyle \theta } pour lesquelles on surestimerait ou sous-estimerait de façon systématique la grandeur que l'on cherche à évaluer. C'est pour qu'il soit sans biais que l'on estime d'ordinaire la variance quand on a n observations par {\displaystyle {\frac {n}{n-1}}S^{2}} et non par {\displaystyle S^{2}} par exemple.

Ces deux propriétés sont essentielles et en règle générale on considère que tout estimateur devrait au moins vérifier ces deux propriétés pour qu'on puisse le considérer comme suffisamment précis. On peut de plus vouloir qu'un estimateur soit efficace (c'est-à-dire que l'estimation qu'il fournit varie le moins possible autour de la valeur à estimer) ou robuste (c'est-à-dire qu'il soit peu sensible aux variations d'une mesure sur les n). Ces deux propriétés sont détaillées plus bas dans les sections Optimisation d'estimateur et Robustesse.

## Statistique exhaustive et information
Une propriété intéressante qu'une statistique peut avoir est son caractère exhaustif. Une statistique S est dite exhaustive si la probabilité conditionnelle d'observer X sachant S(X) est indépendante de {\displaystyle \theta }. Cela peut se traduire par la formule suivante :
{\displaystyle \mathbb {P} (X=x|S(X)=s,\theta )=\mathbb {P} (X=x|S(X)=s),\,}
Cette définition n'étant pas forcément très simple à manier en pratique, on préfère souvent utiliser la caractérisation de factorisation des statistiques exhaustives. Ces statistiques exhaustives sont particulièrement importantes car elles fournissent toute l'information qu'il est possible de récupérer sur le paramètre à partir d'une série d'observations. Une statistique exhaustive apporte donc autant d'information que l'ensemble du vecteur des observations x et l'on ne peut pas récupérer plus d'information que celle contenue dans une statistique exhaustive. Cela se formalise grâce à l'information de Fisher. Si {\displaystyle I_{S}} est l'information de Fisher apportée par une statistique S et I l'information du modèle :
{\displaystyle I_{S}(\theta )\leq I(\theta )}
Avec un cas d'égalité uniquement dans le cas d'une statistique exhaustive. Pour le cas d'un modèle à un seul paramètre, cette inégalité est une inégalité classique. Pour le cas des modèles multiparamétrés, cette inégalité est une inégalité au sens de la relation d'ordre partielle introduite par : {\displaystyle A\leq B} si B-A est une matrice symétrique positive.

## Optimisation d'estimateurs
L'optimisation d'estimateurs peut se faire grâce à l'usage de statistiques exhaustives. Une méthode possible pour trouver de « bons » estimateurs est de prendre un premier estimateur sans biais de la valeur à estimer sans trop chercher à l'optimiser. Ensuite on optimise cet estimateur en se servant de statistiques exhaustives.
Cette méthode repose principalement sur deux théorèmes : le théorème de Rao-Blackwell qui fournit un deuxième estimateur de meilleure qualité appelé estimateur augmenté et le théorème de Lehmann-Scheffé qui donne des conditions suffisantes pour que cet estimateur soit optimal.

### Estimateurs augmentés et Théorème de Rao-Blackwell
Si {\displaystyle \delta } est un estimateur sans biais et S une statistique exhaustive, alors l'estimateur augmenté {\displaystyle \mathbb {E} (\delta |S)} a une variance plus faible que l'espérance de départ et est également sans biais. L'estimateur augmenté est donc toujours plus précis que l'estimateur initial si on l'augmente d'une statistique exhaustive.
Dans le cas multiparamétrique où l'estimateur et le paramètre sont de dimension supérieure à 1, on considère la matrice de variance-covariance. L'erreur quadratique du nouvel estimateur est toujours plus faible que celle de l'ancien estimateur et ce quelle que soit la norme utilisée. Même si les différentes composantes ne sont pas normées de la même façon, l'estimateur augmenté est toujours préférable.

#### Exemple
On considère donc n variables aléatoires {\displaystyle X_{i}} distribuées selon des lois de Poisson de paramètre {\displaystyle \lambda } et l'on cherche à estimer {\displaystyle e^{-\lambda }}. On peut montrer assez facilement en considérant le critère de factorisation que {\displaystyle S=\sum _{i=1}^{n}X_{i}} est une statistique exhaustive.
Pour montrer l'intérêt de ce théorème, on prend un estimateur très grossier de {\displaystyle e^{-\lambda }}: {\displaystyle \delta _{0}=\delta (X_{1},0)} qui vaut 1 si {\displaystyle X_{1}=0} et 0 sinon. Cet estimateur ne prend en compte qu'une seule valeur de X alors qu'on en dispose de n et il ne donne pour résultat que 0 ou 1 alors que la valeur de {\displaystyle e^{-\lambda }} appartient à l'intervalle ]0,1] et ne vaut sans doute pas 1 (si c'était le cas {\displaystyle X_{i}} vaudrait 0 de façon déterministe et on s'en serait aperçu en regardant les données). Pourtant, malgré la grossièreté de cet estimateur, l'estimateur obtenu est très bon et on peut même montrer qu'il est optimal. L'estimateur augmenté vaut :
{\displaystyle \delta _{1}=\mathbb {E} (\delta _{0}|S).\,\!}
On peut montrer que :
{\displaystyle \delta _{1}=\left(1-{1 \over n}\right)^{S}.\,\!}
δ1 est tout comme de δ0 un estimateur de {\displaystyle e^{-\lambda }} mais à l'avantage d'être beaucoup plus précis grâce à l'application du théorème de Rao-Blackwell. En fait, on montre avec le théorème de Lehmann-Scheffé qu'il est même optimal.
On remarquera entre autres que {\displaystyle \delta _{2}={\frac {S}{n}}} est un estimateur optimal de {\displaystyle \lambda } (cela se montre de la même manière) mais que l'estimateur pour {\displaystyle e^{-\lambda }} est différent de {\displaystyle e^{-\delta _{2}}}. En fait, on peut même montrer que bien que {\displaystyle e^{-\delta _{2}}} soit un estimateur convergent de {\displaystyle e^{-\lambda }} c'est un estimateur de relativement mauvaise qualité car il est biaisé et qu'en l'estimant de la sorte on fait une erreur systématique sur l'estimation. De façon générale, il peut être intéressant pour estimer {\displaystyle f(\lambda )} de construire un estimateur spécifique plutôt que de calculer la valeur prise par f par l'estimateur de {\displaystyle \lambda }.

### Statistique complète et Théorème de Lehmann-Scheffé
On dit qu'une statistique est complète (on dit parfois totale) si : {\displaystyle \forall \theta ,\,\mathbb {E} (f(s(x)))=0} implique f=0 presque partout.
Le théorème de Lehmann-Scheffé a une importance particulière en statistiques puisqu'il permet de trouver des estimateurs optimaux qui ne peuvent pas être améliorés en termes de précision car ils atteignent la borne FDCR. De tels estimateurs n'existent pas forcément mais si l'on dispose d'une statistique qui soit à la fois complète et exhaustive et d'un estimateur {\displaystyle \delta } qui soit sans biais alors l'estimateur augmenté {\displaystyle \mathbb {E} (\delta |S)} est optimal et l'on ne peut pas trouver de meilleur estimateur.

#### Exemple
Montrons par exemple que pour une loi exponentielle de paramètres {\displaystyle \lambda } la moyenne des observations est le meilleur estimateur possible pour {\displaystyle \lambda }. Si l'on a un vecteur des observations X de taille n avec les {\displaystyle X_{i}} de loi exponentielle {\displaystyle (\lambda ,\sigma )} on commence par montrer que {\displaystyle S(X)=\sum _{1}^{n}X_{i}} est une statistique exhaustive et complète.
Pour montrer que cette statistique est exhaustive cela se fait relativement simplement grâce au théorème de factorisation. Pour montrer le fait que cette statistique est complète il faut utiliser l'injectivité de la transformée de Laplace.
Une fois montré que la statistique S est à la fois complète et exhaustive l'estimateur de la moyenne {\displaystyle {\frac {S}{n}}} étant égal à l'estimateur augmenté {\displaystyle \mathbb {E} \left(\left.{\frac {S}{n}}\right|S\right)} on en déduit immédiatement grâce au théorème de Lehmann-Scheffé que cet estimateur est optimal au sens où il atteint la borne FDCR et que l'on ne peut en trouver de meilleur. L'estimateur de la moyenne est l'estimateur le plus précis que l'on puisse trouver pour le paramètre d'une loi exponentielle.